# Goren Enewec
Goren Enewec (bułg. Горен Еневец) – wieś w Bułgarii, w obwodzie Wielkie Tyrnowo, w gminie Wielkie Tyrnowo. W 2024 roku liczyła 5 mieszkańców.